# Gare de Toshimaen
La gare de Toshimaen (豊島園駅, Toshimaen-eki) est une gare ferroviaire située dans l'arrondissement de Nerima à Tokyo au Japon. Cette gare est exploitée conjointement par les compagnies Seibu et Toei.

## Situation ferroviaire
La gare de Toshimaen est située au point kilométrique (PK) 1,0 de la ligne Seibu Shinjuku et au PK 37,8 de la ligne Ōedo.

## Historique
La gare a été inaugurée le 15 octobre 1927 sous le nom de gare de Toshima. Elle est renommée gare de Toshimaen en 1933. La station de la ligne Ōedo du métro de Tokyo ouvre le 10 décembre 1997.

## Service des voyageurs

### Accueil
La gare dispose d'un bâtiment voyageurs, avec guichets, ouvert tous les jours.

### Desserte

#### Seibu
| 1・2 | Ligne Seibu Toshima | Nerima ・ Ikebukuro |

#### Métro
| 1 | Ligne Ōedo | Tochōmae    |
| 2 | Ligne Ōedo | Hikarigaoka |